# Курбьовоа
Курбьовоа̀ (на френски: Courbevoie) е град във Франция, разположен около река Сена. Той е предградие (град-сателит) на Париж. Население 84 974 жители по данни от преброяването през 2007 г.

## Име
Името Courbevoie идва от латинското Curva Via, означаващо „извит път“. Това се отнася за римския път от Париж до Нормандия, който прави остър завой, за да се изкачи на хълм, където е изграден и града.

## Личности
Родени
- Луи дьо Фюнес – киноартист (1914-1983)
- Луи-Александер Меран – хореограф (1828-1887)
- Арлети – киноактриса (1898-1992)
- Жорж Лимбур – поет (1900-1970)
- Мишел Рокар – политик (р. 1930)
- Марк Блондел – синдикалист (р. 1938)
- Мишел Блан – артист (р. 1952)
- Оливие Жарде – политик (р. 1953)
- Филип Канделоро – фигурист (р. 1972)
- Станик Жанет – фигурист (р. 1977)
- Гийом Лакур – футболист (р. 1980)